# Алексей Петрович Смирнов
Алексей Петрович Смирнов (29 май (10 юни) 1899 г., Москва – 10 март 1974 г., Москва) е руски съветски археолог.
Работил е в областта на угро-финската и древнобългарската археология. Утвърдител на автохтонната теория за произхода на поволжките народи чуваши и татари. Доктор на историческите науки, професор от Московския държавен университет (МГУ).
Заместник-директор на Държавния исторически музей и Института по археология в Академията на науките на СССР.

## Биография
Завършва реална гимназия през 1916 г., след което е призован в армията.
През 1922 г. се записва в археологическото отделение на Факултета по обществени науки в МГУ. Ръководител на факултета по онова време е известният археолог В. А. Городцов, а сред преподавателите е Ю. В. Готие, които упражняват голямо влияние върху младия учен Смирнов.
След завършване на МГУ през 1926 г. той започва аспирантура в отдел „Археология“ на Института по археология и изкуствознание в Руската асоциация на научноизследователските институти за обществени науки.
През 1929 г. защитава кандидатска дисертация на тема „Археология на прикамските фини от X-XIV век“. През 1944 г. защитава докторска дисертация на тема „Волжки българи“. От 1951 г. е професор в МГУ.

### Експедиции
През периода 1924 – 1937 г. Смирнов ръководи работата на археологически експедиции в областта на Москва и Иваново, в Краснодарския край (Фанагория), в Коми и Удмуртия (градищата Иднакар, Сабанчикар, Дондъкар, Учка-ка́р, могилите Бигер-Шай, Вуж-Шай, Чемшай на Дондинските богатири).
От 1933 г. Смирнов е ръководител на Суварската археологическа експедиция. През 1938 г. работи в Болгар, с което поставя основата на известните си трудове за Волжка България.
През 1957 година е ръководител на Поволжката археологическа експедиция, а през 1959 г. – на експедиция за изследване на златоординските градове.

### Приноси
След като не е засегнат от Голяма чистка, Смирнов е принуден да се дистанцира от много свои колеги от научните среди.
През 1950-те Смирнов вече се проявява като привърженик на автохтонна теория, обединяваща научните направления фино-угрознание („финно-угроведение“) и булгарознание („булгароведение“) в единен народ – този на чувашите. Тази теория вероятно е повлияна от политически и идеологически съображения и се развива в контекста на приеманата за официална концепция за етногенезата на Николай Яковлевич Мар. Склонността си към „автохтонността“ Смирнов не изоставя дори след смъртта на Сталин. В чувашката му мисия му съдействат лингвистът академик Борис Александрович Серебренников и чувашът професор Николай Василиевич Никольский. Заедно разработват историята на Чувашия.
Смирнов е автор на повече от 70 научни статии, в това число:
- Очерки по истории волжских булгар // Труды Государственного исторического музея. – М., 1940. Вып. XI. С. 55 – 136
- Волжские Булгары. Издание Государственного Исторического музея, Москва – 1951 г.
- Скифы. Москва, „Наука“ – 1966
- Очерки древней средневековой истории народов Среднего Поволжья и Прикамья, М., 1952 // Материалы и исследования по археологии СССР, № 28
- Железный век Башкирии, М., 1958 // Материалы и исследования по археологии СССР, № 28
- Железный век чувашского Поволжья, М., 1961 // Материалы и исследования по археологии СССР, № 95

## Награди
- Орден „Червено знаме на труда“ (27 март 1954)